# Sogndals kommun
Sogndals kommun (norska: Sogndal kommune) är en kommun i landskapet Sogn i Vestland fylke i västra Norge. Tätorten Sogndal (Sogndalsfjøra) utgör kommunens centralort. Den är en av de fruktodlingsintensivaste kommunerna i Norge.
Kommunen omfattar en del av Jostedalsbreen nationalpark.

## Administrativ historik
Sogndals kommun upprättades den 1 januari 1838 (som Sogndal formannskapsdistrikt) när Formannskapslovene från 1837 trädde i kraft. Kommunen omfattade då ett område i den östra delen av den nuvarande kommunen.
Den 1 januari 1964 överfördes ett bebott område (Tingstads allmänning med fem invånare) från Leikangers kommun till Sogndals kommun.
Den 1 januari 2000 överfördes Fjærlands socken från Balestrands kommun till Sogndals kommun.
Den 1 januari 2020 utökades kommunen med de tidigare kommunerna Balestrand och Leikanger.

### Upphörda kommunvapen inom den nuvarande kommunen

Balestrands kommun (1989–2019)
Leikangers kommun (1963–2019)
Sogndals kommun (1984–2019)

## Tätorter
I Sogndals kommun finns fem tätorter:
- Balestrand
- Hermansverk/Leikanger
- Kaupanger
- Kjørnes
- Sogndalsfjøra (centralort)

## Socknar
Inom Norska kyrkan är Sogndals kommun indelad i sex socknar:
- Fjærlands socken
- Kaupangers socken
- Leikangers socken
- Norums socken
- Stedje socken
- Balestrands socken

Socknarna ingår i Sogns prosteri i Bjørgvins stift.

## Bilder

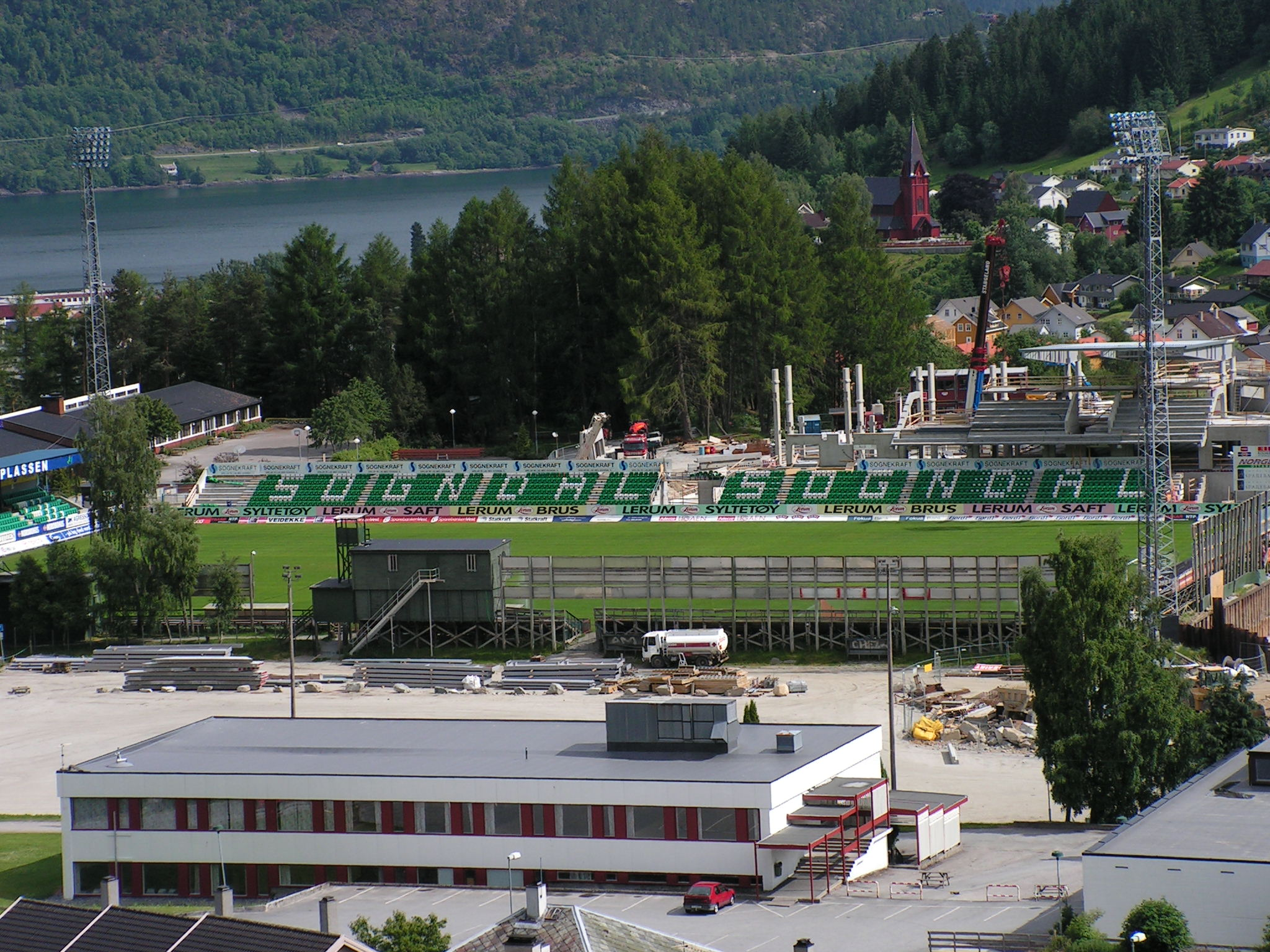
Fosshaugane campus.
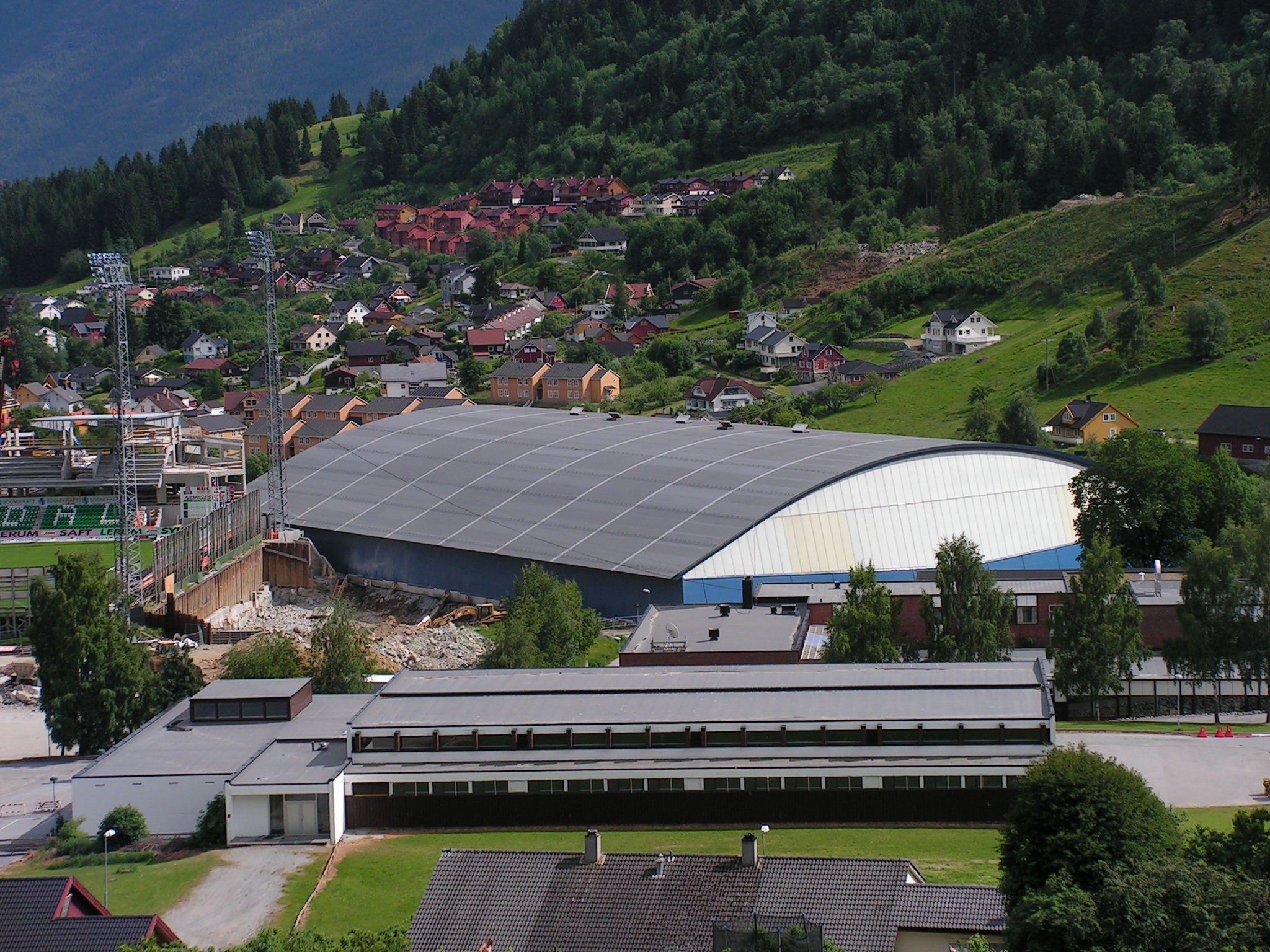
Sognahallen.
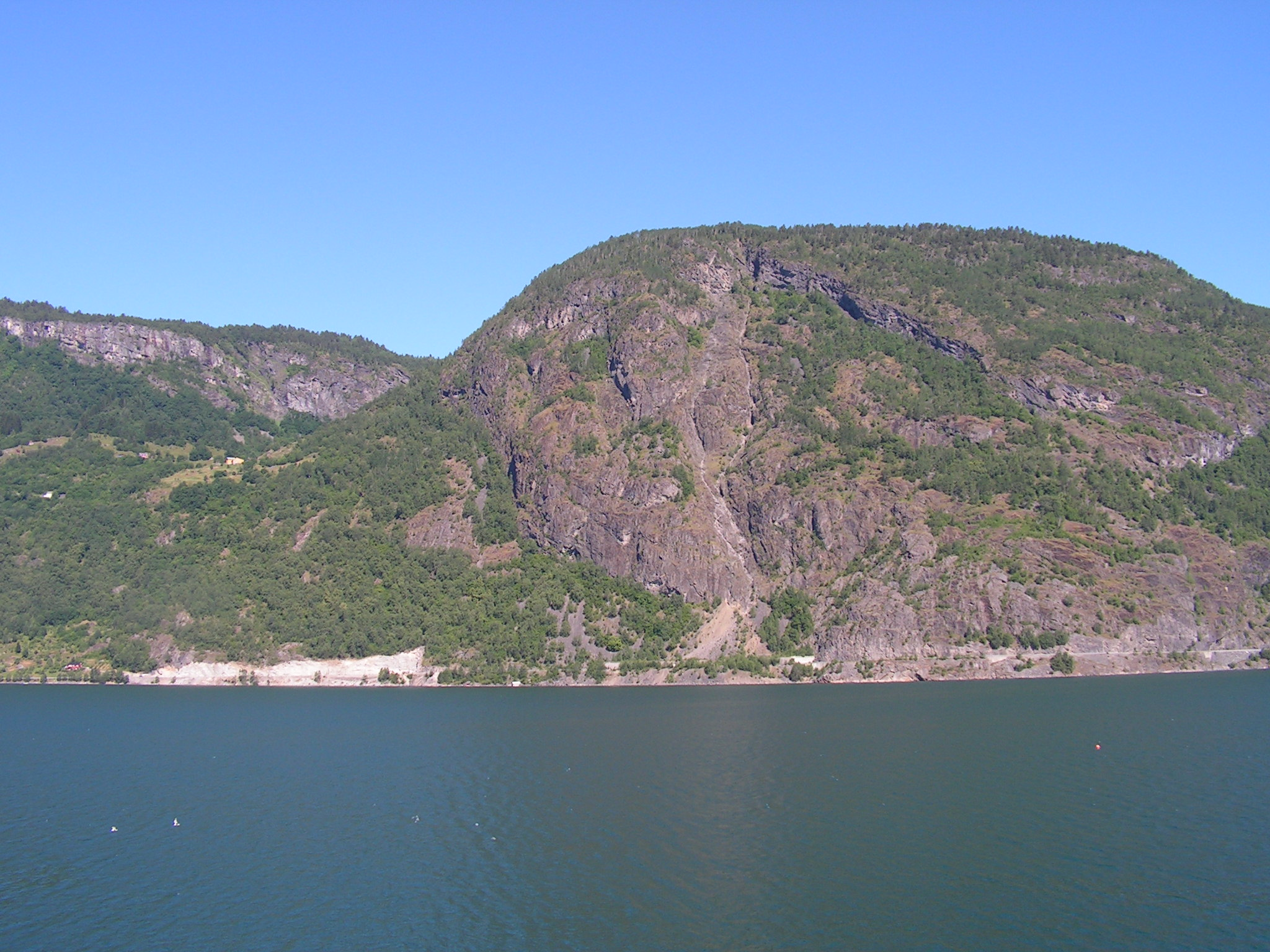
Stedjeberget.
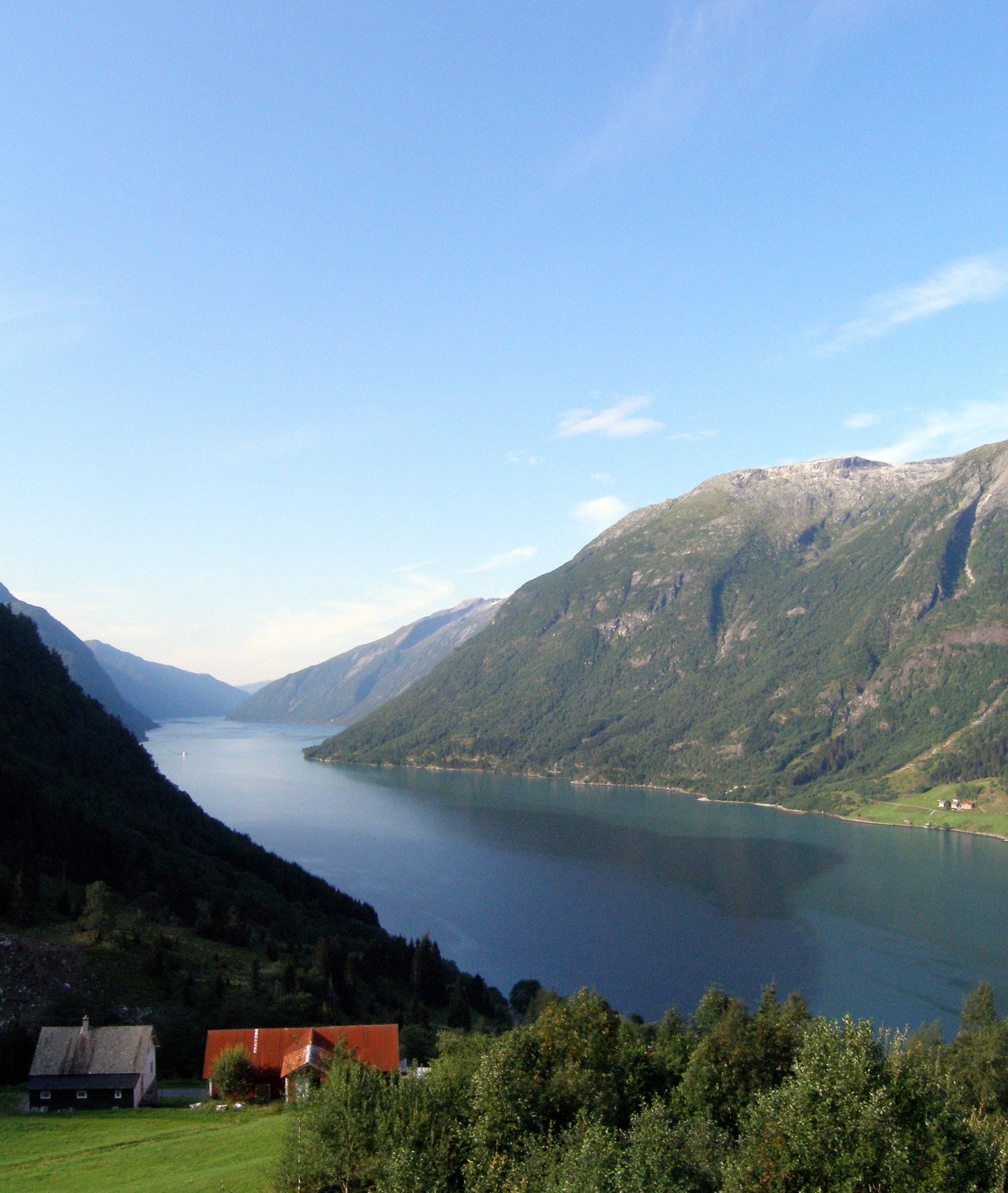
Fjærlandsfjorden.
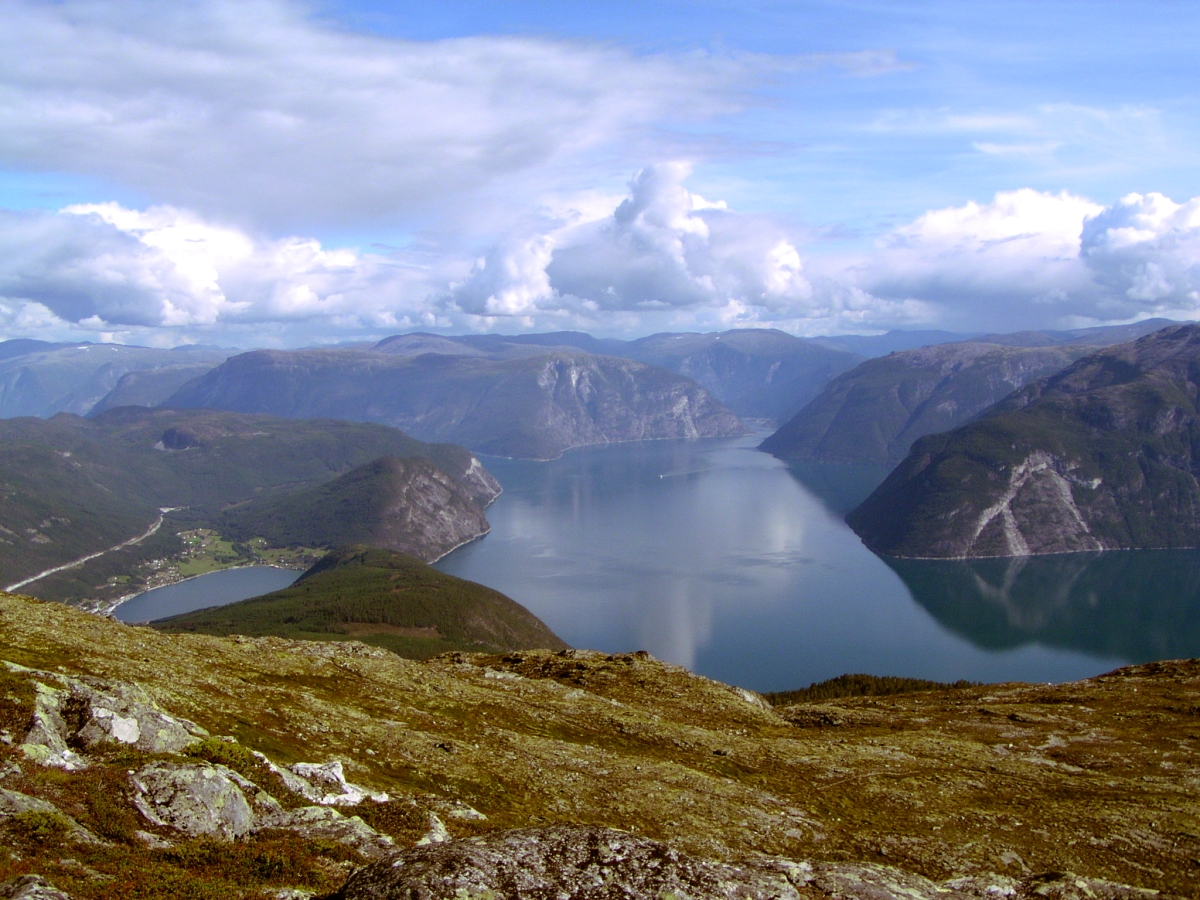
Sognefjorden.

## Kända personer
- Gjest Baardsen
- Liv Signe Navarsete
- Tone Damli Aaberge
- Minda Ramm